# Lista portów lotniczych w Timorze Wschodnim
Lista portów lotniczych w Timorze Wschodnim, ułożonych alfabetycznie.
| Położenie | ICAO | IATA | NAZWA LOTNISKA         |
| Atauro    | WPAT | AUT  | Port lotniczy Atauro   |
| Baucau    | WPEC | BCH  | Port lotniczy Baucau   |
| Dili      | WPDH | DIC  | Heliport Dili          |
| Dili      | WPDL | DIL  | Port lotniczy Dili     |
| Fuiloro   | WPFL |      | Port lotniczy Abisu    |
| Maliana   | WPMN | MPT  | Port lotniczy Maliana  |
| Oecussi   | WPOC | OEC  | Port lotniczy Oecussi  |
| Suai      | WPDB | UAI  | Port lotniczy Suai     |
| Viqueque  | WPVQ | VIQ  | Port lotniczy Viqueque |